# Zecche francesi

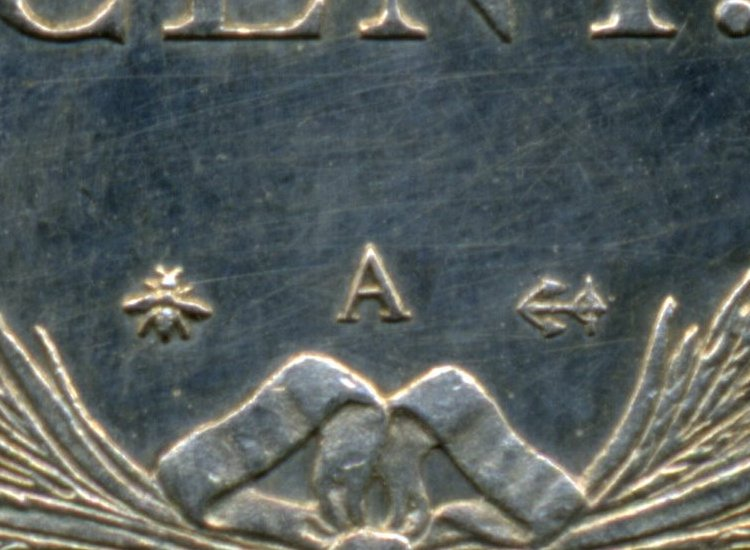
Segno di zecca (A) di Parigi. L'ape indica il responsabile, Renouard De Bussière, e l'ancora l'incisore generale, Auguste Barre.

Le zecche francesi (Ateliers monétaires français) sono le officine dello Stato francese che realizzano le monete.
La tracciabilità delle monete in Francia ha oltre 4 secoli. Tuttora, sulle monete in euro, i marchi di zecca permettono di identificare il luogo di coniazione.

## Marchi delle zecche francesi dopo il 1789
| Marchio | città          |
| ------- | -------------- |
| A       | Parigi         |
| AA      | Metz           |
| B       | Rouen          |
| BB      | Strasburgo     |
| C       | Castelsarrasin |
| CL      | Genova         |
| D       | Lione          |
| H       | La Rochelle    |
| I       | Limoges        |
| K       | Bordeaux       |
| L       | Bayonne        |
| M       | Tolosa         |
| MA      | Marsiglia      |
| N       | Montpellier    |
| Q       | Perpignano     |
| R       | Orléans        |
| T       | Nantes         |
| U       | Torino         |
| W       | Lilla          |

## Zecche francesi prima del 1789
| Marchio | città                |
| ------- | -------------------- |
| A       | Parigi               |
| AA      | Metz                 |
| AR      | Arras                |
| B       | Rouen                |
| BB      | Strasburgo           |
| C       | Saint-Lô e Caen      |
| CC      | Besançon             |
| D       | Lione e Vimy         |
| E       | Tours                |
| F       | Angers               |
| G       | Poitiers             |
| H       | La Rochelle          |
| I       | Limoges              |
| K       | Bordeaux             |
| L       | Bayonne              |
| LL      | Lilla                |
| M       | Tolosa               |
| MA      | Marsiglia            |
| N       | Montpellier          |
| O       | Riom                 |
| P       | Digione              |
| Q       | Perpignano e Narbona |
| R       | Orléans e Villeneuve |
| S       | Reims                |
| T       | Nantes               |
| V       | Troyes               |
| W       | Lilla                |
| X       | Amiens               |
| Y       | Bourges              |
| Z       | Grenoble             |
| 9       | Rennes               |
| &       | Aix-en-Provence      |
| Vacca   | Pau                  |

NB: Oltre alle lettere che indicano la zecca dove è stata coniata la moneta, si trovano anche le firme del capo incisore o del direttore dell'officina. Sono rappresentate da un segno, un piccolo disegno, un animale o altro.